# 雨农蒲儿根
雨农蒲儿根（学名：Sinosenecio chienii）为菊科蒲儿根属的植物，是中国的特有植物。分布在中国大陆的四川等地，生长于海拔950米至2,200米的地区，见于岩石边及潮湿处，目前尚未由人工引种栽培。